# Закавказский конно-мусульманский полк
Закавказский конно-мусульманский полк — иррегулярное воинское подразделение в составе русской императорской армии, сформированное из мусульман Закавказского края.

## История
2 июня 1835 года по ходатайству генерал-фельдмаршала Паскевича было высочайше утверждено Положение об иррегулярном Закавказском конно-мусульманском полку.
Согласно Положению в состав полка входили командир, 2 помощника командира полка, 6 султанов (командиры сотен), 18 наибов (помощники сотенных командиров), 48 векилей (урядников), 600 строевых нижних чинов (всадников) и 198 нестроевых нижних чинов.
Кроме того, к полку прикомандировывались по распоряжению командира Отдельного Кавказского корпуса два офицера из состава войск корпуса, знающие азербайджанский язык, один для исправления должности полкового адъютанта, другой — для исправления должности полкового квартирмейстера и казначея. Также в каждую сотню прикомандировывались по одному уряднику из казачьих полков.
Срок службы в полку был назначен в четыре года. По прошествии каждого двухлетия часть полка сменялась другой, вновь формируемой в Закавказье. Командир полка назначался из числа «русских штаб-офицеров, и преимущественно из командовавших уже подобными полками и знающих татарский (азербайджанский) язык» и утверждался высочайшим приказом. При назначении на должности офицеров принимались во внимание два непременных условия: «1. Известная преданность российскому правительству и 2. Происхождение из лучших закавказских фамилий». Все чины полка получали жалование от казны.
Из Положения о полке:
… если кто-либо из высших или низших чинов, по выслуге четырёх лет, пожелали остаться на службе в армии, то сие не только не запрещается, но и одабривается и поощряется
После завершения формирования 1 сентября 1834 года полк выступил из Тифлиса и 2 марта 1835 года прибыл в Варшаву к генерал-фельдмаршалу Паскевичу, где и нёс службу вплоть до своего расформирования. Полк дислоцировался в Сохачеве, в 46 верстах от Варшавы, две же его сотни постоянно находились в Варшаве где несли гарнизонную службу.

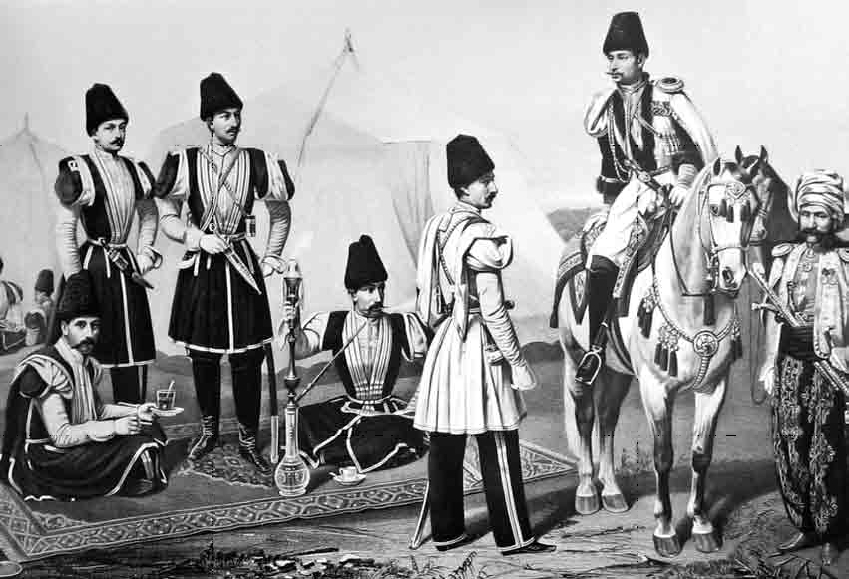
Чины 4-го взвода лейб-гвардии Кавказского эскадрона СЕИВ конвоя (худ. А. И. Гебенс, 1861 г.) (Государственный Русский музей, по Д.Клочкову).

11 марта 1839 года высочайшим указом из состава полка была сформирована в числе 30 человек команда мусульман для Собственного Его Императорского Величества конвоя: «В команду сию избираются люди способные к гвардейской службе и отличные храбростию, исправностью, поведением». Команда вошла в состав Лейб-гвардейского Кавказско-Горского полуэскадрона. Жили в казармах, имели свою форму, составленную на основе национальной мужской одежды, питались блюдами национальной кухни. В декабре 1848 года в штат Лейб-гвардейского Кавказско-Горского полуэскадрона был введён дополнительно ещё один нестроевой чин — «эффендий Алиевой секты». Чины команды сопровождали императора и членов его семьи в поездках, несли охрану дворцов и резиденций, участвовали в различных торжественных мероприятиях. В 1857 году Лейб-гвардейская команда мусульман была переименована в 4-й взвод Лейб-гвардейского Кавказского эскадрона СЕИВ конвоя.
В 1849 году Закавказский конно-мусульманский полк за участие в Венгерской кампании получил Георгиевское знамя с надписью «За отличную храбрость и мужество в делах против мятежных венгров, за сражение 21 июля 1849 года при городе Дебречине и за отбитие у неприятеля при деле сем четырёх орудий».
10 января 1852 года полк был переформирован в четырёхсотенный состав.
После заключения в марте 1856 года Парижского мирного договора, в связи с сокращением, проводимым в армии, 24 августа 1856 года по высочайшему повелению были упразднены две сотни и полк был переформирован в Закавказский конно-мусульманский дивизион, а в начале 1857 года окончательно расформирован.

## Командиры полка
- 1834 — 12 апреля 1852 — полковник, (генерал-майор с 17 мая 1846 года) Давид Осипович Бебутов
- 12 апреля 1852 — 17 апреля 1857 — полковник Гасан-бек Агаларов